# 2011 în sport
2011 în sport va descrie evenimentele anului în sport.

## Schi alpin
- 7 februarie - 20 februarie – FIS Alpine World Ski Championships 2011 în Garmisch-Partenkirchen

## Fotbal american
- 6 februarie – Super Bowl XLV, Cowboys Stadium, Arlington, Texas
- 8 iulie - 16 iulie – the IFAF World Cup în Austria

## Fotbal
- 7–29 ianuarie — Cupa Asiei AFC 2011 în Qatar
- 5–25 iunie — Cupa de Aur CONCACAF 2011 în Statele Unite
- 18 iunie– 10 iulie— Campionatul Mondial de Fotbal sub 17 2011 în Mexic
- 26 iunie–17 iulie— Campionatul Mondial de Fotbal 2011 în Germania
- 1 iulie–24 iulie— Copa America 2011 în Argentina
- 29 iulie– 20 august — Campionatul Mondial de Fotbal sub 20 2011 în Columbia
- 8–18 decembrie— Campionatul Mondial al Cluburilor FIFA 2011 în Japonia

## Atletism
- 27 august — 4 septembrie – Campionatul Mondial de Atletism din 2011 în Daegu, Coreea de Sud

## Baschet
- 27 august – 8 septembrie — FIBA Americas Championship 2011 în Mar del Plata, Argentina
- 3–18 septembrie —  EuroBasket 2011 în Lituania

## Fotbal pe plajă
- 1-11 septembrie - Campionatul Mondial de Fotbal pe Plajă 2011 în Roma

## Volei pe plajă
- 17 - 26 iunie - Swatch FIVB World Championships în Roma

## Box
Meciuri de box din 2011. Pentru o listă completă vezi: 2011 în box
- 8 ianuarie - Beibut Shumenov v Jürgen Brähmer
- 10 ianuarie - Takashi Uchiyama v Jorge Solís
- 29 ianuarie - Timothy Bradley v Devon Alexander
- 19 februarie - Fernando Montiel v Nonito Donaire
- 19 martie - Lucian Bute v Brian Magee

## Fotbal canadian
- 27 – 99th Grey Cup la BC Place Stadium în Vancouver.

## Cricket
- 19 februarie - 2 aprilie – Campionatul Mondial de Cricket 2011 în Sri Lanka, India, Bangladesh

## Handbal
- 13 ianuarie - 30 ianuarie – Campionatul Mondial de Handbal Feminin 2011 în Suedia

## Hochei pe gheață
- 1 ianuarie: Al patrulea NHL Winter Classic între Washington Capitals și Pittsburgh Penguins la Heinz Field în Pittsburgh, Pennsylvania.
- 30 ianuarie: 58th National Hockey League All-Star Game găzduit de Carolina Hurricanes[1]
- 20 februarie 2nd NHL Heritage Classic între Montreal Canadiens și Calgary Flames la McMahon Stadium în Calgary, Alberta, Canada.
- 29 aprilie – 15 mai 2011: 2011 IIHF World Championship în Slovacia, cu meciurile jucate și Bratislava și Košice.

## Arte marțiale mixte
Aceasta este o listă de evenimente AMM care merită menționate după lună.
Ianuarie
1/1 - UFC 125: Resolution
1/7 - ShoMMA 13: Woodley vs. Saffiedine
1/22 - UFC: Fight For The Troops 2
1/29 - Strikeforce 30
Februarie
2/5 - UFC 126: Silva vs. Belfort
2/27 - UFC 127: Penn vs. Fitch
Martie
3/3 - UFC on Versus 3
3/5 - Strikeforce 31
3/19 - UFC 128
3/26 - UFC Fight Night 24
Aprilie
4/30 - UFC 129
4/30 - UFC 131
Mai
Nespecificat - UFC Fight Night 25
Iunie
6/11 - UFC Event in Vancouver, British Columbia, Canada (Not confirmed)
Iulie
7/2 - UFC Event in Las Vegas, Nevada
August
Nespecificat - UFC Event in Rio de Janeiro, Brazil

## NASCAR
- 12 februarie – Budweiser Shootout
- 20 februarie – Daytona 500
- 20 noiembrie – Ford 400: Sprint Cup ultima cursă pentru sezonul NASCAR 2011

## Netball
- 3–10 iulie: 2011 Netball World Championships în Singapore

## Nordic Skiing
- 22 februarie - 6 martie – FIS Nordic World Ski Championships 2011 în Oslo

## Jocurile Pacificului
- septembrie – Jocurile Pacificului în Nouméa, New Caledonia.

## Hochei pe role
- 2011 Rink Hockey Asian Championship
- 2011 Ladies Rink Hockey European Championship
- 2011 Rink Hockey World Championship Maputo, Mozambique
- 2011 Rink Hockey World Championship U-20, probabil în Portugalia
- 2011 Ladies Rink Hockey European Championship

## Canotaj
- 28 august - 4 septembrie – 2011 World Rowing Championships va avea loc la Lake Bled, Bled, Slovenia.

## Rugby league
- 13 februarie; NRL All Stars Game
- 23 februarie; World Club Challenge
- mai; City vs Country Origin
- mai; Australia vs New Zealand ANZAC Test
- iunie - iulie; Rugby League State of Origin
- august; finala Challenge Cup
- 11 martie - 2 octombrie; sezonul 2011 National Rugby League
- 12 februarie - 2 octombrie; sezonul 2011 Super League
- noiembrie; Rugby League Four Nations

## Rugby
- 9 septembrie – 23 octombrie – Cupa Mondială de Rugby din 2011 în Noua Zeelandă

## Înot
- 16 iulie - 31 iulie – 2011 World Aquatics Championships în Shanghai